# 打必禄县

打必禄县

打必禄（英語：Tebedu）是砂拉越西连省下辖的一个县，总面积有277.49 平方公里，人口约有1.1万（2010数据），其中比达友族占了96%，及少数主要从事商业活动的华人。打必禄县，亦称为砂拉越的珍珠镇，也是位于马来西亚砂拉越和印度尼西亚加里曼丹之间的边境小镇，因此其中一个砂拉越－印尼关卡就坐落在此。

## 历史
相传，在1380年有一群来自印尼布嘎（Bugau）的比达友人经淡巴旺鲁冬（Tembawang Rutoi）来到了现今的砂拉越境内。他们在淡巴旺鲁冬定居了下来，传了12代，之后搬迁到甘榜古左玛旺（Kampung Kujong Mawang）附近的一个地区叫都左（Tujog）。1897年又再迁移到一个聚落叫巴都必禄（Batu Bedu），便是如今的甘榜打必禄（Kampung Tebedu）。
打必禄县副县在1955年，成为西连县的副县。20世纪60年代时，爆发了印马对抗。印尼军队也曾攻击县里的一个警察局，离砂拉越－印尼边界只有5公里。
2015年，西连省成立，打必禄县也从副县升格为县。

## 打必禄关卡
建自1990年，打必禄移民、关税、检疫及安全站（ICQS）是砂印边界的第一个陆路关卡。在2018年，马来西亚政府也宣布将拨款1000万令吉作为提升打必禄移民、关税、检疫及安全站（ICQS）的基础建设，以达到可以与邻国恩帝贡关卡相等⽔平，为⼈民提供⼀流服务。

## 经济活动

#### 旅游业
建于2018年，郭乃武苑(KLB Garden （页面存档备份，存于）)是一个集合农业、自然生态和迷你动物园的旅游休闲地，也是打必禄的第一个主要的旅游景点。郭乃武苑的建设旨于推广本土旅游业和经济发展，是适合一家大小相聚参观的景点，也是想要深入了解打必禄和婆罗洲内陆文化的游客们的最佳目的地。郭乃武苑内也提供了各种活动，如喂养动物，共骑脚车，划船和游泳等等。自开幕以来，郭乃武苑也在多家本地媒体如Astro Awani和国际媒体如亚太旅游协会（PATA）中受到关注，为推动本土可持续旅游业及促进地方经济发展作出贡献。